# Phi Điểu
Phi Điểu (tên khai sinh Nguyễn Thị Phi Phi, sinh năm 1932) là một phát thanh viên, diễn viên người Việt Nam. Bà được phong tặng danh hiệu Nghệ sĩ ưu tú vào năm 1997.

## Tiểu sử
Phi Điểu tên thật Nguyễn Thị Phi Phi, sinh năm 1932 tại Campuchia, trong một gia đình người Miền Nam có truyền thống cách mạng. Năm 1954, bà từ miền Nam tập kết ra Bắc, trở thành phát thanh viên giọng Nam bộ của Đài tiếng nói Việt Nam. Sau này bà chuyển công tác về Đài Tiếng nói Nhân dân Thành phố Hồ Chí Minh. Bà tham gia diễn xuất từ năm 2000 trong phim Blouse trắng, để lại dấu ấn trong các vai người bà, phụ nữ tần tảo, chịu nhiều bất hạnh. Bà còn tham gia đóng quảng cáo, minh họa cho video nhạc, hỗ trợ thí sinh trong những tiết mục trên các chương trình truyền hình.

## Danh sách phim
| Năm  | Phim                                 | Vai                                 |
| ---- | ------------------------------------ | ----------------------------------- |
| 2002 | Blouse trắng                         | Bà Hai                              |
| 2004 | Lẵng hoa tình yêu                    |                                     |
| 2004 | Ngọn nến hoàng cung                  | Sư bà                               |
| 2005 | Bên đường lá đỏ                      | Má Hai                              |
| 2005 | Đêm giáng sinh                       |                                     |
| 2006 | Tuyết nhiệt đới                      | Sư cô                               |
| 2007 | Mười                                 | Bà già                              |
| 2008 | Kính vạn hoa (phần 3)                | Bà Đỗ Lễ                            |
| 2008 | Chuyện tình công ty quảng cáo        | Bà Ngoại Quang                      |
| 2009 | Mùa hè sôi động                      | Bà Ngoại An                         |
| 2009 | Taxi                                 | Bà Tâm                              |
| 2010 | Thụy Khúc                            |                                     |
| 2010 | Cổng mặt trời                        | Bà Sáu                              |
| 2011 | Tình ca phố                          |                                     |
| 2012 | Hạnh phúc mong chờ                   | Má ba Huê                           |
| 2012 | Lời nguyền sapphire                  | Bà Nội Tuấn Khanh                   |
| 2013 | Thần tượng                           |                                     |
| 2014 | Bước khẽ đến hạnh phúc               |                                     |
| 2015 | Khi em đã lớn                        | Bà 10                               |
| 2016 | Ba vợ cưới vợ ba                     | Bà mười                             |
| 2016 | Phim ca nhạc: Mẹ ơi con sẽ về        |                                     |
| 2016 | Phim ca nhạc: Nhật ký mồ côi         |                                     |
| 2017 | Kẻ trộm chó                          |                                     |
| 2017 | Một nửa nanh cọp                     | Ngoại của Duyên                     |
| 2018 | Sóng xô lẽ phải                      | Bà Đá                               |
| 2018 | Tiếng trống lắc                      |                                     |
| 2018 | Đòng vọng ngược chiều                |                                     |
| 2018 | Phim ca nhạc: Thân chùm gởi          |                                     |
| 2019 | Bắc Kim Thang                        |                                     |
| 2019 | Nhạc phụ lắm chiêu                   | Bà Nội                              |
| 2019 | Người cha phú quý                    |                                     |
| 2020 | Cát đỏ                               | Bà già năm con                      |
| 2020 | Cân mẹ                               |                                     |
| 2020 | Gia đình hòa thuận                   | Bà Hai                              |
| 2020 | Nghiệp sinh tử                       | Bà Nguyệt                           |
| 2020 | Bí mật của gió                       |                                     |
| 2021 | Phim ca nhạc: Hương Xuân             |                                     |
| 2021 | Cây táo nở hoa                       | Bà Nội Trí                          |
| 2021 | Thương con cá rô đồng                |                                     |
| 2021 | Nghiệp sinh tử (phần 3)              | Bà Nguyệt                           |
| 2021 | Chuyện xóm tui                       |                                     |
| 2022 | Phim ca nhạc: Tiếng hát hai cuộc đời |                                     |
| 2022 | Mười: Lời nguyền trở lại             | Bà lão bán thuốc                    |
| 2023 | Thử thách cuộc đời                   | Bà Sáu                              |
| 2023 | Đánh cắp số phận                     | Bà Bảy                              |
| 2024 | Lật Mặt 7: Một Điều Ước              | Bạn của bà Hai trong viện dưỡng lão |
| 2024 | Án mạng lầu 4                        | Bà Giao                             |

## Gia đình
Bà lập gia đình với nhạc sĩ Phan Nhân và có hai người con một trai, một gái.